# Notiosciadium pampicola
Notiosciadium es un género monotípico  perteneciente a la familia  Apiaceae. Su única especie: Notiosciadium pampicola, es originaria de Argentina y Uruguay.

## Taxonomía
Notiosciadium pampicola fue descrita por Carlos Luis Spegazzini y publicado en Proceedings of the Royal Society of Edinburgh 11: 513. 1882.